# Adam’s Grave (Wiltshire)

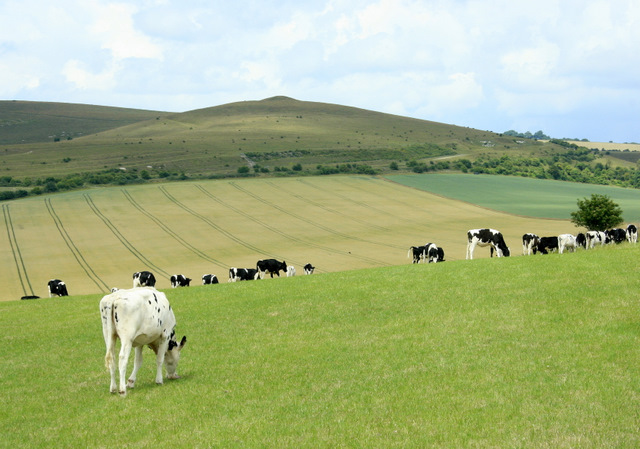
Adam’s Grave im Hintergrund

Adam’s Grave (auch Walker Hill oder Woden’s Barrow – deutsch „Odins Hügel“) ist ein Langhügel (englisch Long Barrow), nördlich von Alton Barnes, südwestlich von Marlborough in Wiltshire in England.
Der trapezoide Langhügel ist etwa 6,0 Meter hoch und 60,0 Meter lang. Auf jeder Langseite sind noch etwa 6,0 Meter breite und 0,9 Meter tiefe (ursprünglich tiefere) Gräben zu erkennen. Am Südostende sind Spuren einer Kammer (zwei Sarsensteine) zu sehen, die umgangssprachlich als „Alter Adam“ und „Kleine Eva“ bezeichnet werden. Es wird angenommen, dass Adams Grab ein Cotswold Severn Tomb war, dessen Exedra in „post and panel technique“ (Pfosten und Platten) aus Monolithen und Trockenmauerwerk konstruiert war.
1860 untersuchte John Thurnam (1810–1873) die Kammer und fand drei oder vier unvollständige Skelette und eine blattförmige Pfeilspitze. Um den Hügel scheint es ursprünglich eine Stützmauer aus Sarsensteinen und Trockenmauerwerk gegeben zu haben.
Adam’s Grave wurde als Wodnesbeorg (Wotansberg) oder Wodansbury bekannt, als hier 715 n. Chr. die Battle of Woden’s Burg (715) zwischen den Königen von Wessex (Ine) und Mercia (Ceolred) stattfand.
Adam’s Grave (Ardnadam) ist ein Clyde Tomb auf der Cowal-Halbinsel in Argyll and Bute.